# Güneşlik
Güneşlik (kurdisch: Avtariç oder Havtariç) ist ein kurdisches Dorf im Landkreis Yayladere der türkischen Provinz Bingöl. Güneşlik liegt ca. 250 m über dem Özlüce-Stausee. Die Entfernung nach Yayladere beträgt 24 km.
Im Jahre 1967 lebten in Güneşlik 451 Menschen. Wirtschaftliche Zwänge führten zu einem rapiden Bevölkerungsschwund. Bis 1990 wohnten dort noch 145 Menschen. Im Jahre 2000 waren 141 Einwohner verblieben. Laut den Bevölkerungsstatistiken hatte Güneşlik im Jahre 2013 mit 124 die höchste Einwohnerzahl seit 2007 zu verzeichnen.
In osmanischen Dokumenten des 16. Jahrhunderts wird Güneşlik als muslimisches Dorf unter dem Namen Haftariç-i 'Ulya („Oberes Haftariç“) geführt.
Der Name Haftariç wird nach wie vor von der lokalen Bevölkerung verwendet. Der Name ist im Grundbuch verzeichnet und wurde bei Volkszählungen als Alternativbezeichnung verwendet.